# Jana Frey
Jana Frey (* 17. April 1969 in Düsseldorf) ist eine deutsch-schweizerische Kinder- und Jugendbuchautorin.

## Leben
Jana Frey wurde am 17. April 1969 in Düsseldorf geboren. Ihre Mutter und ihre Großmutter waren beide Lehrerinnen. Ihr leiblicher Vater starb sieben Monate nach ihrer Geburt bei einem Verkehrsunfall. Ihr Stiefvater ist ein freischaffender Schauspieler aus der Schweiz. Bereits mit fünf Jahren begann Jana Frey zu schreiben – ihr erstes veröffentlichtes Buch ist noch handschriftlich angefertigt.
Später studierte sie Literatur, Geschichte und Kunst in Frankfurt am Main, den USA und Neuseeland und gründete eine Familie.
Sie engagierte sich in dieser Zeit stark in der Jugendarbeit und sammelte viele Anregungen für ihre Bücher.
Freys erster Jugendroman erschien 1994. Inzwischen publizierte sie weit über hundert Kinder- und Jugendbücher, die in über zwanzig Sprachen übersetzt wurden. Zusätzlich gibt es ihre Bücher auch in der Brailleschrift. Ihr Spektrum reicht von Bilder- und Erstlesebüchern bis hin zu Romanen für ältere Leser. Dort behandelt sie vor allem Problemthemen wie Drogen, Gewalt oder Magersucht.
Der Titel Höhenflug abwärts brachte Frey 2004 eine Nominierung für den Deutschen Kinder- und Jugendliteraturpreis ein. Außerdem wurde Der Kuss meiner Schwester für das Fernsehen verfilmt. 2012 wurde ihr Jugendroman Rückwärts ist kein Weg unter dem Titel „Vierzehn“ fürs Kino verfilmt.
Frey ist verheiratet und Mutter von vier Kindern.

## Bibliographie (Auszug)

### Bilderbücher
- Jannik und der Großeltern-Plan. Mit Bildern von Edda Skibbe. Nord-Süd Verlag, 2000, ISBN 978-3-314-00894-8.
- Alle Schäfchen schlafen schon. Mit Franziska Jaekel u. Ulrike Kaup, Bilder von Denitza Gruber u. Mechthild Weiling-Bäcker. Arena Verlag, Würzburg 2022, ISBN 978-3-401-71758-6

### Reihen von Erstlesebüchern
- Lesespatz
- Kleine Lesetiger
- Lesepiraten
- Lesekönig
- Der Bücherbär Lesespaß

### Kinderbücher
- Liebes kleines Brudermonster. Mit Bildern von Betina Gotzen-Beek. Loewe Verlag, 2002, ISBN 3-7855-4163-5
- Jetzt is Schluss, ich will keinen Kuss! ISBN 3-7855-4489-8.
- Jetzt bin ich groß – die Schule geht los. ISBN 3-7855-4935-0.
- Bald schlaf ich auch ohne Licht! ISBN 3-7855-4774-9.
- Wird schon wieder gut! Trostgeschichten, die Kinder fröhlich machen. ISBN 3-7855-4160-0.
- Großwerden und Starksein. ISBN 3-7855-5435-4.
- Ich will! Ich will! Die kleine Elfe hat viele Wünsche. ISBN 3-7855-5312-9.
- Meine Lieblingsgeschichten vom kleinen Murmeltier Murmel. ISBN 3-473-31137-5.
- Streiten gehört dazu, auch wenn man sich lieb hat. ISBN 3-473-33095-7
- Nur Mut!. ISBN 3-473-33043-4.
- Klassenfahrt ins alte Schloss. ISBN 3-7855-3376-4.
- Kleiner Bruder, großer Wirbel! ISBN 3-7855-3076-5.
- Gute Nacht, ihr lieben Tiere. ISBN 3-473-33054-X.
- 5 Detektive und der unsichtbare Dieb. ISBN 3-401-08330-9.
- Fridolin XXL. ISBN 3-8000-5343-8.

### Reihen
- Das verrückte Klassenzimmer
- Störenfrieda

### Jugendromane
- Das eiskalte Paradies. Ein Mädchen bei Zeugen Jehovas. ISBN 978-3-7855-6346-5.
- Verrückt vor Angst. Ein Mädchen in der Jugendpsychiatrie. ISBN 3-596-80559-7.
- Die vergitterte Welt. Mit 16 im Jugendgefängnis. ISBN 3-7855-5808-2.
- Höhenflug abwärts. Ein Mädchen nimmt Drogen. ISBN 3-7855-5624-1.
- Ich, die Andere. ISBN 978-3-7855-5865-2.
- Sackgasse Freiheit: Aus dem Leben eines Straßenkindes. ISBN 3-7855-5422-2.
- Rückwärts ist kein Weg: Schwanger mit 14. ISBN 3-7855-4815-X.
- Luft zum Frühstück: Ein Mädchen hat Magersucht. ISBN 3-7855-5184-3.
- Der verlorene Blick: Ein Mädchen erblindet. ISBN 3-7855-5623-3.
- Der Kuss meiner Schwester: Eine verbotene Liebe. ISBN 3-7855-4499-5.
- Prügelknabe. ISBN 3-7855-5552-0.
- Kein Wort zu niemandem. ISBN 3-8000-2553-1.
- Radikal. ISBN 978-3-86760-042-2.
- Ich nenne es Liebe. ISBN 3-8000-2479-9.
- Besinnungslos besessen. ISBN 3-8000-2430-6.
- Schön. Helenas größter Wunsch. ISBN 978-3-596-80786-4.
- Schwarze Zeit. Fischer Schatzinsel Verlag, 2011, ISBN 978-3-596-80793-2.
- Wenn du mich brauchst. Arena, 2011, ISBN 978-3-401-06277-8.
- Weil du fehlst. Fischer, Frankfurt 2013 ISBN 978-3-596-85446-2
- Liberty Bell - Das Mädchen aus den Wäldern, Arena, 2013, ISBN 978-3401068046
- Liebeskinder, Arena, 2014, ISBN 978-3-401-06787-2
- Ich spür mich nicht: Elinas Leben mit Borderline, Loewe, 2015
- Lass mich glücklich sein! Im Bann von Crystal Meth, Loewe, 2016